# Anticlea ludovicata
Anticlea ludovicata är en fjärilsart som beskrevs av  1887. Anticlea ludovicata ingår i släktet Anticlea och familjen mätare. Inga underarter finns listade i Catalogue of Life.